# 江刺郡
江刺郡（日语：／ Esashi gun */?）是位在日本岩手縣的郡，曾屬於令制國體系下的陸奧國（或陸中國）。

## 郡域
明治十一年（1878年）發展為行政區劃時的郡域為今天奧州市的一部分（北上川以東除去前澤區生母）、北上市的一部分（口内町、稻瀨町）。

## 歷史
江刺郡在幕末時期屬於陸奧國，全域在仙臺藩統治下。《舊高舊領取調帳》中記載於明治初期便已存在的村如以下所列。（41村）
次丸村、角掛村、淺井村、横瀨村、伊手村、人首村、野手崎村、菅生村、栗生澤村、輕石村、鴨澤村、一關村、歌書村、枛木田村、小池村、水押村、上口内村、下口内村、片岡村、高寺村、田谷村、二子町村、田茂山村、羽黒堂村、鶯澤村、黒田助村、黒石村、大田代村、小田代村、原體村、石山村、土谷村、餅田村、增澤村、二關村、三關村、石關村、上門岡村、下門岡村、三照村、倉澤村

### 町村制施行以前的沿革
- 明治元年九月廿四日（1868年11月8日）——仙臺藩主伊達慶邦向薩長軍投降。全領土62萬石遭到沒收。
- 明治元年十二月初七日（1869年1月19日）
  - 隨著陸奧國的分割，江刺郡從屬於陸中國。
  - 成為信濃松本藩管理地，稱作花卷縣[2]。
- 明治二年八月十八日（1869年9月23日）：花卷縣編入江刺縣。
- 明治四年十一月初二日（1871年12月13日）：隨著第1次府縣整合，納入一關縣的管轄。
- 明治四年十二月十三日（1872年1月22日）：一關縣（第2次）改稱為水澤縣。
- 明治八年（1875年）10月17日：隨著成為水澤縣，底下的村也進行了整合。（15村）
  - 片岡村 ← 片岡村、増澤村、餅田村
  - 梁川村 ← 野手崎村、菅生村、栗生澤村
  - 廣瀨村 ← 一關村、輕石村、鴨澤村、歌書村
  - 稻瀨村 ← 上門岡村、下門岡村、石關村、二關村、三關村
  - 福岡村 ← 上口内村、下口内村、小池村、水押村、枛木田村[1]
  - 愛宕村 ← 高寺村、田谷村、二子町村
  - 羽田村 ← 羽黒堂村、田茂山村、黒田助村、鶯澤村
  - 田代村 ← 大田代村、小田代村
  - 石原村 ← 石山村、原體村、土谷村
  - 照澤村 ← 三照村、倉澤村
  - 玉里村 ← 次丸村、角掛村
  - 藤里村 ← 淺井村、横瀨村
  - 米里村 ← 人首村
- 明治九年（1876年）4月18日：隨著第2次府縣整合，納入岩手縣的管轄。
- 明治十一年（1879年）11月26日：隨著郡區町村編制法的施行，與膽澤郡一同在膽澤、江刺郡役所的管轄下（郡役所設置於膽澤郡鹽竈村）。

### 町村制施行以後的沿革

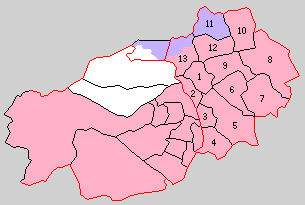
1.岩谷堂町 2.愛宕村 3.羽田村 4.黒石村 5.田原村 6.藤里村 7.伊手村 8.米里村 9.玉里村 10.梁川村 11.福岡村 12.廣瀨村 13.稻瀨村（赤：奧州市 紫：北上市）

- 明治二十二年（1889年）4月1日：隨著町村制的施行，發展為下列的町村。（1町12村）除了特別註記以外，現為奧州市境內
  - 岩谷堂町 ← 片岡村
  - 愛宕村 ← 愛宕村
  - 羽田村 ← 羽田村
  - 黒石村 ← 黒石村
  - 田原村 ← 田代村、石原村
  - 藤里村 ← 藤里村
  - 伊手村 ← 伊手村
  - 米里村 ← 米里村
  - 玉里村 ← 玉里村
  - 梁川村 ← 梁川村
  - 福岡村 ← 福岡村（現：北上市）
  - 廣瀨村 ← 廣瀨村、稻瀨村的一部分［二關、三關］
  - 稻瀨村 ← 照澤村、稻瀨村的一部分［上門岡、下門岡、石關］
- 明治三十年（1897年）4月1日：郡制施行。隨著膽澤、江刺郡役所的廢止，於岩谷堂町設置了江刺郡役所。
- 大正十二年（1923年）4月1日：隨著郡制廢止也廢止了郡會。而為了處理殘留的業務所以郡役所仍留存。
- 大正十五年（1926年）7月1日：郡役所廢止。
- 昭和廿九年（1954年）4月1日（1町9村）
  - 黒石村、羽田村與膽澤郡水澤町、姉體村、真城村、佐倉河村合併，成為水澤市（今奧州市）。
  - 福岡村與和賀郡黒澤尻町、飯豐村、鬼柳村、更木村、二子村、膽澤郡相去村合併成北上市。
- 昭和三十年（1955年）
  - 2月10日：岩谷堂町、伊手村、稻瀨村、愛宕村、玉里村、田原村、廣瀨村、藤里村、梁川村、米里村合併為江刺町。（1町）
  - 7月10日：江刺町的一部分（稻瀨裡面舊下門岡村12字、舊上門岡村3字、227世帶、1425人、666町餘）編入北上市。
- 昭和卅三年（1958年）11月3日：江刺町施行了市制，改制為江刺市（今奧州市）。不再隸屬於郡。同日江刺郡撤銷。

## 行政
（膽澤・江刺郡長參見膽澤郡的項目）
| 代 | 氏名         | 就任                       | 退任                       | 備考 |
| -- | ------------ | -------------------------- | -------------------------- | ---- |
| 1  | 板垣征徳     | 明治30年（1897年）4月1日   | 明治33年（1900年）4月21日  |      |
| 2  | 石塚昇       | 明治33年（1900年）4月21日  | 明治34年（1901年）8月21日  |      |
| 3  | 小野茂理     | 明治34年（1901年）8月30日  | 明治35年（1902年）4月22日  |      |
| 4  | 加賀美安之助 | 明治35年（1902年）4月22日  | 明治37年（1904年）1月29日  |      |
| 5  | 澤田専吉     | 明治37年（1904年）2月17日  | 明治39年（1906年）9月29日  |      |
| 6  | 關定孝       | 明治39年（1906年）9月29日  | 明治41年（1908年）1月24日  |      |
| 7  | 岩崎龜太郎   | 明治41年（1908年）1月24日  | 明治43年（1910年）10月20日 |      |
| 8  | 齋藤行三     | 明治43年（1910年）10月20日 | 大正元年（1912年）12月10日 |      |
| 9  | 大塚順吉     | 大正元年（1912年）12月10日 | 大正3年（1924年）2月12日   |      |
| 10 | 石川發盛     | 大正3年（1924年）2月12日   | 大正6年（1917年）10月30日  |      |
| 11 | 平野喜平     | 大正6年（1917年）10月30日  | 大正8年（1919年）11月17日  |      |
| 12 | 宮川恭一     | 大正8年（1919年）11月17日  | 大正9年（1920年）12月4日   |      |
| 13 | 笹井初之進   | 大正9年（1920年）12月4日   | 大正12年（1923年）2月23日  |      |
| 14 | 坪松唯三郎   | 大正12年（1923年）2月23日  | 大正13年（1924年）12月16日 |      |
| 15 | 黒澤喜一郎   | 大正13年（1924年）12月16日 | 大正15年（1926年）6月30日  |      |